# 大山光隆
大山 光隆（おおやま あきたか/みつたか）は、江戸時代初期の出羽国の武将。

## 生涯
山形城主で戦国大名の最上義光の六男に生まれる。最上氏は斯波氏の流れを汲む名門で、斯波氏は足利氏の一門にあたる。しかし光隆が生まれた頃には斯波氏は没落し、一方、最上氏は勢力拡大の途上にあった。
関ヶ原の戦い後、最上氏は山形藩57万石の大領主になり、光隆は大山城21000石を与えられる。父義光の死後は兄の家親が藩主になり、光隆は元和元年（1615年）27000石に加増された。この頃から最上家臣の中には不穏な空気があり、元和3年（1617年）の家親死後、家親の子義俊が藩主になると元和8年（1622年）最上騒動が勃発した。この時光隆は兄山野辺義忠にも甥義俊にも味方せず、中立の立場をとった。そして後に最上氏が改易されると、光隆は酒井忠世にお預けとなったが、翌年広島にて突如自害した。